# Ключи (Аскинский район)
Ключи (баш. Ключи) — село в Аскинском районе Республики Башкортостан Российской Федерации, центр Ключевского сельсовета.

## Население
| 2002 | 2009 | 2010 |
| ---- | ---- | ---- |
| 236  | ↘224 | ↘170 |

Согласно переписи 2002 года, преобладающие национальности — русские (50 %), татары (29 %).

## Географическое положение
Расстояние до:
- районного центра (Аскино): 25 км,
- ближайшей железнодорожной станции (Куеда): 132 км.